# Igor Wladimirowitsch Akinfejew
Igor Wladimirowitsch Akinfejew (russisch Игорь Владимирович Акинфеев; wiss. Transliteration: Igor’ Vladimirovič Akinfeev; UEFA-Schreibweise nach englischer Transkription: Igor Vladimirovich Akinfeev; * 8. April 1986 in Widnoje, Russische SFSR, UdSSR) ist ein russischer Fußballtorhüter. Er war Kapitän der russischen Nationalmannschaft.

## Karriere

### Verein
Akinfejew spielt seit Beginn seiner Profikarriere in der ersten Liga für ZSKA Moskau. Beim Zentralen Sportclub der Armee wurde er bereits 2003 als 17-Jähriger zum Stammkeeper. Im selben Jahr wurde er mit ZSKA Meister. In der Saison 2004/05 gelang ihm der bisher größte Erfolg seiner Laufbahn, der Sieg im UEFA-Pokal mit ZSKA. Es folgten weitere Meisterschaften mit ZSKA in den Jahren 2005, 2006, 2013, 2014, 2016. Am 23. Oktober 2016 absolvierte er sein 350. Match in der Premjer-Liga. Akinfejew überholte dabei Waleri Jessipow, der auf 349 Einsätze für Rotor Wolgograd gekommen war, und ist damit der Spieler mit den meisten Einsätzen für einen Verein in der höchsten Spielklasse.
In den europäischen Pokalbewerben kam er bisher (Stand September 2013) auf 74 Einsätze für ZSKA, davon einer im UEFA-Super-Cup-Endspiel, 33 in der UEFA Champions League sowie 40 im UEFA-Pokal.

### Nationalmannschaft
Ab 2004 stand Akinfejew regelmäßig im Aufgebot der Nationalmannschaft. Sein Debüt gab er am 28. April 2004 im Spiel gegen Norwegen. Mit 18 Jahren und 20 Tagen war der bis dahin jüngste Spieler der russischen Nationalmannschaft. Kurz darauf nahm der Torhüter an der Europameisterschaft 2004 in Portugal teil, bei der er hinter Sergei Owtschinnikow und Wjatscheslaw Malafejew aber nicht zum Einsatz kam.
In der Qualifikation zur Weltmeisterschaft 2006 in Deutschland hütete Akinfejew in sieben von zwölf Spielen das Tor, verpasste aber mit seinem Team die Teilnahme an der Endrunde. Hinter Portugal und der Slowakei wurden die Russen nur Dritter ihrer Gruppe. Im Mai 2007 verletzte sich Akinfejew am Knie. Infolgedessen wurde ihm sein Platz zwischen den Pfosten von Wjatscheslaw Malafejew und später von Wladimir Gabulow streitig gemacht. Während der Fußball-Europameisterschaft 2008 hütete er wieder in allen fünf Turnierspielen seines Teams das Tor und die russische Mannschaft erreichte das Halbfinale. Bei der Europameisterschaft 2012 war Akinfejew wegen fehlender Spielpraxis und starken Leistungen seines Konkurrenten Ersatztorwart hinter Malafejew und kam nicht zum Einsatz.
Er nahm mit seinem Team an der Weltmeisterschaft 2014 in Brasilien teil. Hier schied Russland in der Vorrunde aus. Im ersten Spiel war Akinfejew ein Fehler unterlaufen, der zum Tor für Südkorea führte. Im letzten und entscheidenden Spiel unterlief ihm ein weiterer Fehler, der zum Ausgleich für Algerien führte. Kurz vorher war Akinfejew durch einen Laserpointer irritiert worden, den ein Zuschauer auf seine Augen gerichtet hatte. Der Schiedsrichter reagierte auf Akinfejews Beschwerden nicht. Am 27. März 2015 war Akinfejew erneut Ziel von Attacken gegnerischer Anhänger. Im EM-Qualifikationsspiel gegen Montenegro wurde der Torwart nach wenigen Sekunden von einem Feuerwerkskörper am Kopf getroffen und zur Behandlung in ein Krankenhaus gebracht. Das Spiel wurde zunächst unterbrochen, bevor der deutsche Schiedsrichter Deniz Aytekin das Spiel in der 67. Minute endgültig abbrach.
Bei der Fußball-Europameisterschaft 2016 in Frankreich wurde Akinfejew als Nummer 1 im Tor in das russische Aufgebot aufgenommen. In allen drei Spielen der Gruppenphase stand er im Tor, wobei Russland nach einem Remis gegen England und Niederlagen gegen die Slowakei und Wales als Gruppenletzter ausschied. Im November 2016 wurde er vom neuen Nationaltrainer Tschertschessow zum Kapitän der Nationalmannschaft ernannt. Beim FIFA-Konföderationen-Pokal 2017 in Russland bestritt er am 21. Juni im zweiten Gruppenspiel gegen Portugal sein 100. Länderspiel.
Akinfejew gehörte zum Kader der Nationalmannschaft bei der Weltmeisterschaft 2018 in Russland. Im Achtelfinale gegen Spanien hielt er im Elfmeterschießen zwei Elfmeter und war damit maßgeblich am Einzug Russlands ins Viertelfinale beteiligt.
Wenige Monate später, am 1. Oktober 2018, gab Akinfejew nach insgesamt 111 Spielen das Ende seines Wirkens in der Nationalmannschaft bekannt.

## Erfolge

### Verein
- UEFA-Pokal (1): 2005
- Russischer Meister (6): 2003, 2005, 2006, 2013, 2014, 2016
- Russischer Pokal (6): 2005, 2006, 2008, 2009, 2011, 2013
- Russischer Supercup (6): 2004, 2006, 2007, 2009, 2013, 2014

### Nationalmannschaft
- Europameisterschaft 2008: Halbfinale

### Individuell
- Fußballer des Jahres in Russland: 2013 (Sport-Express)
- Torhüter des Jahres in Russland (6):[A 1] 2004, 2005, 2006, 2008, 2009, 2010

## Privates
Akinfejew ist ein großer Fan der Dancegruppe Ruki wwerch. Zusammen mit ihr hat er das Lied „Sommerabend“ (russisch Летний вечер) aufgenommen.
Er studierte von 2003 bis 2009 Sportwissenschaften an der Staatlichen Moskauer Akademie für sportliche Kultur und schloss mit einem Diplom ab.